# Rimae Triesnecker

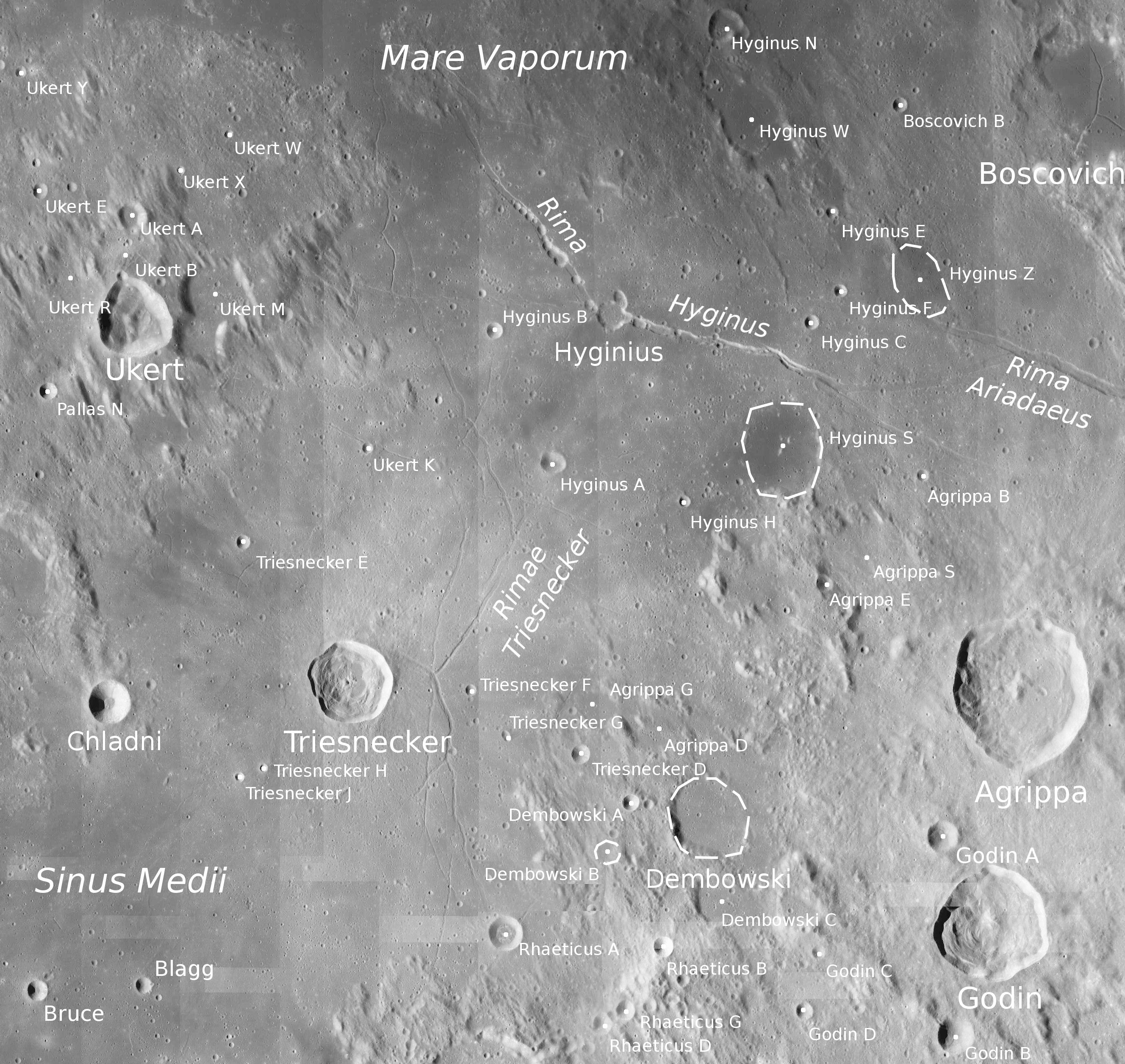
Poloha Rimae Triesnecker.

Rimae Triesnecker je bohatá soustava měsíčních brázd nacházející se na přivrácené straně Měsíce v Sinus Medii (Záliv středu) poblíž kráteru Triesnecker, podle něhož získala své jméno. Je pozorovatelná i malými dalekohledy ze Země, od severu k jihu měří cca 200 km. Jsou to mělká údolí s plochými dny, jejich šířka se pohybuje v rozmezí 1–2 km.
Severovýchodně od soustavy se táhne brázda Rima Hyginus, jižně leží kráter Rhaeticus. Kráter Triesnecker se nachází západně od brázd.